# Электронная спектроскопия
Электронная спектроскопия является очень чувствительным и удобным методом для определения спектров поглощения, пропускания или отражения, изучения кинетики реакции, сопровождающейся спектральными изменениями.
Основан на принципе фотоионизации атомов исследуемого вещества под действием электромагнитного излучения. Преимуществами этого метода являются: возможность анализа очень малых количеств вещества, возможность тонкого исследования природы химических связей в молекулах.
В обычных условиях спектры имеют диффузный характер, что ограничивает их применение веществами, имеющими хромофорные группы (ароматические циклы, кратные связи и т. п.). Эти спектры позволяют устанавливать наличие тех или иных групп в молекуле, то есть осуществлять групповой анализ, изучать влияние заместителей на электронные спектры и строение молекул, исследовать таутомерию и другие превращения.
Виды электронной спектроскопии:
- Молекулярная электронная спектроскопия
- Обратная фотоэмиссионная спектроскопия
- Оже-спектроскопия
- Рентгеноспектральный микроанализ
- Спектроскопия характеристических потерь энергии электронами
- Ультрафиолетовая спектроскопия
- Фотоэлектронная спектроскопия
  - Рентгеновская фотоэлектронная спектроскопия
  - Ультрафиолетовая фотоэлектронная спектроскопия
- Электронно-колебательная спектроскопия